# Metaviridae
Metaviridae es una familia de virus endosimbiontes que existen como retrotransposones en el genoma de un huésped eucarionte. Se incluyen en el Grupo VI de la Clasificación de Baltimore. Están estrechamente relacionadas con los retrovirus con los que comparten muchos elementos genómicos: el tamaño, la organización y los propios genes. Esto incluye a los genes que codifican la transcriptasa inversa, la integrasa y las proteínas de la cápside. La transcriptasa inversa y la integrasa son necesarias para la actividad retrotransposora del virus. En algunos casos, partículas similares al virus se pueden formar a partir de las proteínas de la cápside.
Metaviridae es una familia de retrotransposones que se encuentran en todos los eucariotas conocidos y estudiados. Los retrotransposones de esta familia proliferan a través de intermediarios llamados partículas similares a virus conocidas por su capacidad para inducir mutaciones y secuenciación del genoma. Los miembros de la familia Metaviridae se denominan retrotransposones LTR familia Ty3-gypsy. Entre los miembros solo se encuentran especies que producen partículas intracelulares, la colección de estas partículas es heterogénea. Las partículas extracelulares están rodeadas por núcleos ovalados y se denominan viriones. En muchos sistemas, los viriones se caracterizan bioquímicamente. Los genomas de los retrotransposones de esta familia son de ARN monocatenario. Además del genoma de ARN, algunos ARN celulares pueden asociarse aleatoriamente con partículas, incluidos ARNt específicos, en caso de replicación de virus preparada por ARNt. Las fracciones de partículas de las células son heterogéneas en relación con la maduración y, por lo tanto, están asociadas con transcripciones intermedias y productos de transcripción inversa además del ARN genómico. Cuando se trata de miembros productores de viriones.
La familia incluye los siguientes géneros:
- Género Metavirus; especie tipo: Virus Ty3 de Saccharomyces cerevisiae.
- Género Errantivirus; especie tipo: Virus gypsy de Drosophila melanogaster.
- Género Semotivirus ; especie tipo: Virus Tas de Ascaris lumbricoides.